# Valeriu Gheorghe
Valeriu Gheorghe (n. 26 august 1951, Bacău, România) este un politician român și diplomat român. În legislatura 1996-2000, Valeriu Gheorghe a fost ales deputat pe listele PNL și a fost membru în grupurile parlamentare de prietenie cu Republica Bulgaria, Regatul Hașemit al Iordaniei, Regatul Unit al Marii Britanii și Irlandei de Nord. În legislatura 2000-2004, Valeriu Gheorghe a fost deputat pe listele PNL și a fost membru în grupurile parlamentare de prietenie cu Regatul Spaniei și Republica Columbia. În legislatura 2004-2008, Valeriu Gheorghe a fost deputat pe listele PNL și a fost membru în grupurile parlamentare de prietenie Republica Bulgaria, Albania, Republica Kazahstan și Republica Slovacă. Valeriu Gheorghe a demisionat pe data de 6 noiembrie 2007, a fost înlocuit de deputatul Ioan-Silviu Lefter și a fost numit ambasador al României în Republica Filipine. În 2014, Valeriu Gheorghe a fost numit ambasador al României în Qatar.  